# Alfonso Castañeda
Alfonso Castañeda est une municipalité de la province de Nueva Vizcaya, aux Philippines.